# Brevolidia trispinata
Brevolidia trispinata är en insektsart som beskrevs av Nielson 1991. Brevolidia trispinata ingår i släktet Brevolidia och familjen dvärgstritar. Inga underarter finns listade i Catalogue of Life.